# Nueva Sicilia
Nueva Sicilia (Nuova Sicilia) es un partido político italiano de la isla de Sicilia e ideología socialdemócrata; su líder es Bartolo Pellegrino.
El partido fue fundado por antiguos miembros del Partido Socialista Italiano, pero en 2006 se unió a la coalición de centro-derecha la Casa de las Libertades de cara a las elecciones generales de 2006; en las elecciones regionales de Sicilia de ese mismo año se presentó junto al Movimiento por las Autonomías (MpA), obteniendo 308.219 votos (12,5%) y 10 escaños en la Asamblea Regional Siciliana.